# 20 halerzy Protektoratu Czech i Moraw
20 halerzy (cz. 20 haléřů) – moneta obiegowa Protektoratu Czech i Moraw o nominale 20 halerzy wyemitowana w 1940 roku a wycofana z obiegu w roku 1948. Wzór monety został zaprojektowany przez medaliera Jaroslava Edera, częściowo w oparciu o wcześniejsze prace Otakara Španiela.

## Wzór
W centralnej części awersu umieszczono pochodzące z małego herbu Protektoratu Czech i Moraw godło – heraldycznego wspiętego koronowanego lwa o podwójnym ogonie. Poniżej znalazł się rok bicia. Całość otoczona była dwuczęściową legendą z nazwą kraju. W górnej zapisanej wewnętrznie części znalazła się inskrypcja gotycką frakturą w języku niemieckim „Böhmen und Mähren”. W części dolnej, zapisanej zewnętrznie, umieszczono czeski napis „ČECHY A MORAVA”. Oba fragmenty legendy rozdzielono ozdobnymi elementami w kształcie krzyżyków złożonych z pięciu kropek.
Rewers monety przedstawiał stylizowany snopek składający się z pięciu kłosów zboża przewiązanych wstążką razem z gałązką lipy. Ponadto po prawej stronie monety znalazł się sierp, po lewej zaś nominał monety zapisany arabskimi cyframi. Wzór rewersu powielał wygląd 20 czechosłowackich halerzy z 1921 roku autorstwa Otakara Španiela.

## Nakład
Podstawą emisji monet o nominale 20 halerzy było rozporządzenie ministra finansów Protektoratu z 18 czerwca 1940 r. Określono w nim zarówno ich wzór, jak i cechy fizyczne. Bito je z cynkowych krążków o masie 2,63 g (z 1 kg surowca wytwarzano 380 sztuk). Gotowe monety miały 20 mm średnicy i gładki rant. Łącznie w latach 1940–1944 wyprodukowano więcej niż 106,5 mln sztuk. Bito w je w przedsiębiorstwie Vichr a spol. w Lysej nad Labem
Dwudziestohalerzówki wprowadzono do obiegu w dniu publikacji rozporządzenia w dzienniku ustaw, to jest 6 lipca 1940 r. Demonetyzacji uległy 31 maja 1948 r. już w państwie czechosłowackim tuż po tym, jak zarządzono ponowną emisję w mosiadzu przedwojennych monet o tym samym nominale.